# بریتانی مک‌لین
بریتانی مک لین (انگلیسی: Brittany MacLean؛ زادهٔ ۳ مارس ۱۹۹۴) ورزشکار ورزش شنا اهل کانادا است.
وی در مسابقات کشوری و بین‌المللی در مجموع برندهٔ ۱ مدال نقره و ۸ مدال برنز شده‌است.